# EEV MÉNES
Az Első Erdélyi Vasút MÉNES típusú 39–44 pályaszám-csoportú, majd a MÁV IIIf. osztályú, később MÁV 337 sorozatú mozdonyai magyar C tengelyelrendezésű szerkocsis gőzmozdonyok voltak. 1872 és 1873 között gyártotta a Floridsdorf. Összesen hat db készült belőle.
A mozdonyok  pályaszáma 39-44 volt, de a kor szokása szerint neveket is kaptak: MÉNES, SOLYMOS, TÓTVÁRAD, RÉPÁS, ZRINYI és SZTRIGY –nek nevezték el őket. A vasúttársaságok államosítása során az EEV-t (és járműparkját) átvette a MÁV, a mozdonyok is MÁV pályaszámokat kaptak 284-289 között, majd az újabb számozási rendszerben IIIf. osztályba sorolták őket és a 3001-3006 közötti pályaszámokat osztották ki. 1911-től a MÁV 337 sorozat 001-006 mozdonyaiként üzemeltek.
Az első világháború után két mozdony a Csehszlovák Államvasutakhoz került, ahol 1920-ban selejtezték őket. A többi mozdonyt a MÁV is selejtezte 1923-ig.

## Fordítás
Ez a szócikk részben vagy egészben  az   EEV 39–44 című német Wikipédia-szócikk fordításán alapul.  Az eredeti cikk szerkesztőit annak laptörténete sorolja fel. Ez a jelzés csupán a megfogalmazás eredetét és a szerzői jogokat jelzi, nem szolgál a cikkben szereplő információk forrásmegjelöléseként.